# Gmina Ruše
Ruše – gmina w Słowenii. W 2006 roku liczyła 4,4 tys. mieszkańców.

## Miejscowości
Miejscowości wchodzące w skład gminy Ruše:
- Bezena
- Bistrica ob Dravi
- Fala
- Lobnica
- Log
- Ruše – siedziba gminy
- Smolnik